# 1510年代
1510年代（せんごひゃくじゅうねんだい）は、西暦（ユリウス暦）1510年から1519年までの10年間を指す十年紀。

## できごと

### 1511年
- エラスムス『痴愚神礼讃』を発刊。

### 1513年
- マキャベリ『君主論』を発刊。

### 1517年
- マルティン・ルター、95ヶ条の論題を掲示。
- セリム1世、エジプト占領（マムルーク朝の滅亡）。

### 1519年
- マゼラン一行、世界周航に出発（- 1522年）。
- イスパニア王カルロス1世、神聖ローマ皇帝カール5世として即位。